# Сохна, Эбрима
Эбрима Сохна (14 декабря 1988, Бакау) — гамбийский футболист, полузащитник. Выступает в сборной Гамбии.

## Карьера
Начал играть в футбол в молодёжных клубах Гамбии. С 2007 по 2011 годы выступал в норвежском чемпионате в составе «Саннефьорда». 2012 год провёл в Финляндии.
В 2013 году переехал в Казахстан, где начал играть в Усть-Каменогорске в составе местного «Востока», выступающего в казахстанской Премьер-лиге.

## Достижения
- Чемпион Гамбии (1): 2005.
- Обладатель Кубка Азербайджана (1): 2017/18.